# Ibrahim Subh
Ibrahim Mohamed Subh (arab. ابراهيم محمد صبح) (ur. w 1901 w Kairze, zmarł w 1969 tamże.) – egipski zapaśnik walczący w stylu klasycznym. Olimpijczyk z Amsterdamu 1928, gdzie zajął jedenaste miejsce w wadze ciężkiej powyżej 82,5 kg.